# Saint-Ségal
Saint-Ségal är en kommun i departementet Finistère i regionen Bretagne i västra Frankrike. Kommunen ligger i kantonen Châteaulin som tillhör arrondissementet Châteaulin. År 2022 hade Saint-Ségal 1 183 invånare.

## Befolkningsutveckling
Antalet invånare i kommunen Saint-Ségal
Referens:INSEE